# جائزة ألمانيا الكبرى 2006
جائزة ألمانيا الكبرى 2006 (بالإنجليزية: 2006 German Grand Prix)‏ هو سباق فورمولا 1 أقيم بتاريخ 30 يوليو 2006 في حلبة هوكنهايم، ألمانيا. كان الثاني عشر من أصل 18 في بطولة العالم لسباقات الفورمولا واحد موسم 2006. حلّ الألماني مايكل شوماخر أولا بينما جاء البرازيلي فيليبي ماسا في المركز الثاني وحصل على المركز الثالث الفنلندي كيمي رايكونن.